# Parc national naturel de la Serranía de los Yariguíes
Le parc national naturel de la Serranía de los Yariguíes est un parc national situé dans le département de Santander, en Colombie.